# Żelechowa
Żelechowa (tysk: Züllchow) er bydelen i Szczecin (Stettin) på Warszewobakkerne.

## Turism
- Kirke (1911)
- Warszewobakkerne
- Wkrzanskaskoven i byområdet

## Kommunikation
- bybusser:
  - A (hurtigbuser – højere takst) til Bukowo over centrum
  - F (hurtigbuser – højere takst) til Nybyen i Police, (Osiedle Chemik) over Bukowo, Mścięcino og Gammelbyen i Police
  - F (hurtigbuser – højere takst) til Szczecin – Centrum
  - 57 til Szczecin - Warszewo
  - 57 til Szczecin – Niebuszewo (Kołłątaja)
  - 58 til Szczecin – Stołczyn over Bukowo
  - 58 til Szczecin – Grabowo
  - 59 til Szczecin – Gocław
  - 59 til Szczecin – Centrum (Plac Rodła)
  - 63 til Szczecin – Niebuszewo (Kołłątaja)
  - 63 til Szczecin – Skolwin over Bukowo
  - 68 til Szczecin – Centrum (Plac Rodła)
  - 69 til Szczecin – Grabowo
  - 69 til Szczecin – Niebuszewo (Kołłątaja)
  - 82 til Szczecin – Niebuszewo (Kołłątaja)
  - 87 til Szczecin – Niebuszewo (Kołłątaja) over Szczecin - Warszewo
  - 101 til Nybyen (Osiedle Chemik) i Police over Bukowo, Przęsocin, Mścięcino og Gammelbyen i Police
  - 101 til Szczecin – Centrum (Plac Rodła)
  - 107 til Nybyen i Police (Osiedle Chemik) over Bukowo, Przęsocin, Mścięcino og Gammelbyen i Police
  - 107 til Szczecin – Centrum (Plac Rodła)
  - 522 (natlig) til Szczecin - Warszewo
  - 522 (natlig) til Szczecin – Niebuszewo, Szczecin – Centrum (Plac Rodła), Szczecin – Dąbie og Szczecin – Załom
  - 523(natlig) til Szczecin – Gocław
  - 523 (natlig) til Szczecin – Centrum og Przecław (Kołbaskowo Kommune)
  - 524 (natlig) til Nybyen i Police
  - 524 (natlig) til Szczecin – Pomorzany
  - 526 (natlig) til Nybyen i Police
  - 526 (natlig) til Szczecin – Główny (den jernbanestation)